# 민간인 (스타크래프트)
민간인(영어: Civilian)은 스타크래프트 종족인 테란의 유닛이다. 테란의 영웅 유닛으로 취급되는 유닛이다.

## 설명
민간인은 스타크래프트와 스타크래프트 리마스터에선 Civilian이란 영단어를 그대로 한글로 음역한 시빌리언이라 불리며 스타크래프트 2에서는 한국어로 번역한 민간인이나 시민이라고 불린다. 유닛들을 한꺼번에 클릭하여 최대 12까지 클릭할 수 있는 부대 인터페이스로 보면 민간인은 영웅 유닛들처럼 흰색 바탕에 검은색의 유닛 테두리가 아닌 파란색의 유닛 테두리로 기본적인 유닛으로 취급되지만 스타크래프트 캠페인에선 민간인을 일반 유닛이 아닌 영웅 유닛으로 취급되기 때문에 양산이 불가능한 유닛이다. 스타크래프트 캠페인 에디터에서 일반 테란 유닛들은 지상 유닛과 공중 유닛으로 각각 나뉘어져 배치되지만 민간인은 영웅 유닛들의 목록안에 들어가야만 나오고 배치가 되기에 영웅 유닛으로 취급되는 것이다. 민간인은 정식 테란 미션에서도 등장하는 영웅 유닛이며 민간인은 정식 테란 미션에선 조종사, 기술자, UED 과학자, 테란 자치령 과학자, 자치령 민간인 등등으로 다른 이름으로 변경된 채로 등장한다. 유즈맵에서도 다른 목적으로의 유닛으로 많이 사용되는 유닛이며 일반 밀리에서는 양산이 불가능하기 때문에 볼 수 없는 유닛이다. 유닛의 계급은 가장 낮게 책정되어 있어서 테란에서는 일꾼인 SCV보다도 등급이 낮아 테란의 다른 유닛들과 같이 선택하여 부대를 만들면 초상화가 나오지 않는다. 알렉세이 스투코프가 가장 계급이 높아 다른 유닛들과 같이 인터페이스의 부대로 클릭하면 무조건 가장 먼저 초상화가 나오는 것과 대비되는 수준이다. 스타크래프트와 스타크래프트 리머스터에선 민간인은 남자로만 나왔지만 스타크래프트 2에서는 남자 외에 여자의 민간인도 등장한다. 스타크래프트 2의 민간인은 이외에도 화염병 투척이라는 자체 공격을 가지고 있다.

## 유닛으로서 능력치
민간인은 체력:40, 기본 방어력:0의 능력치를 가진 유닛이다. 이는 마린과 동일한 체력과 기본 방어력을 가진 유닛이 된다. 스타크래프트 2에서는 민간인에게 공격력이 있는데 스타크래프트 2의 민간인은 체력:30, 기본 방어력, 0 화염병 투척의 이름을 가진 지대지 공격력:5의 능력치를 가지고 있다.

## 같이 보기
- 스타크래프트
- 테란